# Love (Sasha-Son-Lied)
Love, zu deutsch „Liebe“, ist der litauische Beitrag zum Eurovision Song Contest 2009 in Moskau. In der litauischen Fassung Pasiklydęs žmogus (dt. „Der verlorene Mann“) gewann es den litauischen nationalen Vorentscheid namens Lietuvos dainų daina 2009 mit der Höchstpunktzahl von 120 Punkten. Gesungen wird es von Sasha Son, der das Lied unter seinem richtigen Namen Dima Šavrovas auch komponiert und getextet hat.

## Lietuvos dainų daina
Als einer von 60 Beiträgen wurde Pasiklydęs žmogus beim litauischen Vorentscheid eingereicht und als einer von 36 Titeln in den Vorentscheid gewählt. 
Im ersten Viertelfinale, das am 10. Januar 2009 stattfand, konnte sich das Lied mit 92 Punkten als erstplatziertes Lied für das Halbfinale qualifizieren, das am 31. Januar stattfand. Dort qualifizierte sich Pasiklydęs žmogus mit 109 Punkten und wiederum als Erstplatzierter für das Finale am 14. Februar, wo es sich mit der Höchstpunktzahl 120 klar für den Eurovision Song Contest qualifizierte.

## Inhalt

### Pasiklydęs žmogus
In der litauischen Fassung, die den ersten Platz in den litauischen Charts erreichte, geht es um einen unglücklichen Mann, der einen anderen davor warnt, dieselben Fehler wie er zu machen. Der erste Mann hat vergessen, sich selbst zu lieben, und will nicht angeschaut werden. Deshalb erteilt er dem anderen den Rat, dass er sich nie selbst belügen soll, dann werde das Leben einfacher. Denn wenn man sich selbst belüge, werde man ein verlorener Mann.

### Love
In der englischsprachigen Fassung Love wird gefragt, ob es einen Sinn hat, wenn ein kleines Mädchen alleine weint oder wenn ein kleiner Junge sein Zuhause sucht. Nach einem bewegenden Traum wird dem Sänger aber klar, dass eine Liebe zwischen zwei Menschen nur gedeiht, wenn man die Liebe liebt. Denn nur wenn man die Liebe liebt, wird die Liebe einen lieben. 